# Карур (округ)
Карур (англ. Karur) — округ в индийском штате Тамилнад. Административный центр — город Карур. Площадь округа — 2896 км². По данным всеиндийской переписи 2001 года население округа составляло 935 686 человек. Уровень грамотности взрослого населения составлял 68,1 %, что выше среднеиндийского уровня (59,5 %). Доля городского населения составляла 33,3 %.